# Movimenti nel cielo
Movimenti nel cielo è un album del cantante italiano Maurizio Fabrizio pubblicato dalla Polydor nel 1978.

## Tracce
Lato A
1. Cielo
2. Pianeti
3. Danza delle stelle
4. Movenze degli anelli di Saturno
5. Episodio lunare
6. Cielo
7. Movimenti nel cielo

Lato B
1. Il sole
2. Nascita dei nuovi satelliti
3. Sputnik
4. Danza delle stelle
5. Movimenti nel cielo

## Formazione
- Maurizio Fabrizio – voce, chitarra elettrica, pianoforte
- Sergio Farina – chitarra acustica, chitarra elettrica
- Gigi Cappellotto – basso
- Andy Surdi – batteria
- Roberto Puleo – chitarra acustica, chitarra elettrica
- Franco Di Sabatino – tastiera
- Angelo Branduardi – violino